# Trusmi Wetan
Trusmi Wetan is een bestuurslaag in het regentschap Cirebon van de provincie West-Java, Indonesië. Trusmi Wetan telt 2754 inwoners (volkstelling 2010).